# Pensée visuelle
 (septembre 2007).
Si vous disposez d'ouvrages ou d'articles de référence ou si vous connaissez des sites web de qualité traitant du thème abordé ici, merci de compléter l'article en donnant les références utiles à sa vérifiabilité et en les liant à la section « Notes et références ».
 (février 2013).
- Si vous ne connaissez pas le sujet, laissez ce bandeau (vous pouvez alors contacter les auteurs).
- Si vous supprimez le contenu mis en cause (vous pouvez préalablement contacter les auteurs),

argumentez précisément cette suppression dans la page de discussion
(un manque de référence n'est pas un argument ; une recherche réelle de référence doit avoir été effectuée, être formellement documentée).
La pensée visuelle (on parle aussi de pensée picturale ou pensée non verbale) est un mode de pensée et de processus cognitif qui reposerait essentiellement sur les processus de traitement de l'information visuelle (images mentales, éventuellement colorées, schémas et autres représentations visuelles) par le cerveau, en opposition à un mode de pensée analogue au traitement du langage, dit pensée linguistique, pensée verbale ou encore pensée auditive plus communément utilisée pour comprendre, traiter et communiquer des informations. 
Des recherches récentes laissent penser que la pensée visuelle, qui serait plus fréquente chez certaines personnes autistes (comme Temple Grandin qui l'a décrite dans plusieurs des ses ouvrages), et qu'elle a une influence sur les modalités d'apprentissage (facilitant un type de mémorisation et de compréhension de concepts abstraits en engageant plusieurs modalités d'apprentissage, comme le visuel, le kinesthésique et le sémantique ; et l'utilisation d'outils comme les cartes mentales, le dessin ou le sketchnoting, au profit d'une structuration particulière des idées et de la créativité.
La dichotomie entre ces deux « modes » de pensée, bien que souvent reprise dans la psychologie populaire, est encore discutée chez les psychologues et les scientifiques, à la fois parce que ses concepts sont relativement flous, et parce que les données expérimentales la justifiant sont trop rares. Les études en neuroscience et l'imagerie cérébrale continuent à étudier comment le cerveau traite les informations visuelles et comment ce traitement interfère avec divers phénomènes psychologiques et cognititifs.

## Historique

### Dans la philosophie
Le concept de pensée visuelle, et la représentations visuelles dans le processus de réflexion intéresse la philosophie depuis l'antiquité, souvent en lien avec l'art, la perception et la cognition. Ainsi, dans De Memoria et Reminiscentia, Aristote affirme qu'on ne peut penser sans images mentales. Giordano Bruno, à la Renaissance, estime que la peinture et les arts visuels sont des formes de philosophie, dans la mesure où ils peuvent exprimer des idées complexes, au-delà des mots et plus rapidement qu'avec des mots. Johann Gottfried Herder, affirme ensuite que les images et les représentations visuelles sont essentielles pour articuler des concepts philosophiques complexes. Martin Heidegger, dans un essai intitulé  L'Âge de l'image du monde,  explore comment notre vision et les images réelles ou mentales façonnent notre compréhension du monde, soulignant l'importance de la pensée visuelle dans la modernité. Plus récemment, William J. T. Mitchell, théoricien contemporain parle de "tournant pictural", pour illustrer le fait que, selon lui, la culture est de plus en plus marquée, voire dominée par l'image, et que celle-ci jouent un rôle central et croissant dans la pensée et la communication.

### Dans les sciences (psychologie, neurosciences...)
La psychologie a été l'un des premiers domaines scientifique à s'intéresser à la pensée visuelle, avec par exemple Alfred Binet et ses études des différences dans la prédominance de la pensée visuelle chez certains individus. Des études ont aussi porté sur la mémoire eidétique (capacité à se remémorer des images avec une grande précision), sur les outils mnémotechniques basées sur l'imagerie mentale, qui ont contribué à mieux comprendre la pensée visuelle.
La psychologie cognitive moderne continue d'explorer les processus de perception visuelle, d'imagerie mentale et de résolution de problèmes visuospatiaux. Elle le fait via des tests, des études portant exclusivement ou indirectement sur la notion de pensée visuelle ; depuis ses aspects les plus communs et fréquents à des spécificités neurodéveloppementales sensorielles et perceptives observées par exemple dans le spectre autistique
Il est ainsi possible de citer, entre autres :
- le travail d’Alfred Binet sur les approches différentes qu'ont les enfants concernant un objet à décrire ;
- le travail de Henri Piéron à propos du calculateur prodige Jacques Inaudi qui se servait d'images pour résoudre des problèmes numériques ;
- les recherches sur la mémoire eidétique ou « mémoire photographique », et les techniques mnémotechniques anciennes s'appuyant sur des images ;
- les travaux de différenciation des caractéristiques de la « pensée auditive » et de la « pensée visuelle » par Antoine de la Garanderie ;
- la thèse de l'Américain Eugene Ferguson sur l'invention en mécanique
- les études qui ont porté sur le cerveau de Temple Grandin.

Ces études ont longtemps été difficiles à conduire car très dépendantes de tests ou de l'introspection, mais les progrès de l'imagerie cérébrale et des neurosciences ont permis de rapprocher des phénomènes mentaux décrits par des personnes ayant, selon elles, une pensée visuelle, de phénomènes cérébraux concrets, rendus visibles et enregistrables par l'imagerie cérébrale, voire de troubles divers observés chez des personnes se décrivant comme ayant une pensée visuelle, dont par exemple  : 
- Ronald Dell Davis en 1995 pour la dyslexie ;
- Temple Grandin pour l'autisme en 1997.

Les dates ci dessus sont celles de la parution des ouvrages, mais le principe leur est largement antérieur puisque R. Davis travaillait déjà officiellement sur le phénomène depuis plus de dix ans.
Des recherches ont commencé en 1984 aux Pays-Bas sous le nom de beelddenken (pensée visuelle ou par images) avec Maria J. Krabbe.
La pensée visuelle est une approche globale moins sensible aux lacunes, mais qui supporte mal la segmentation. À titre d'exemple, l'expérience suivante permet de comprendre comment se pose le problème de la pensée visuelle.
Imaginez un dessinateur qui caricature l'un de vos proches. Il est probable que vous commenciez à rire avant que celui-ci n'ait fini son dessin. Vous n'avez pas eu besoin de tous les détails pour réaliser l'ensemble. Par contre, si le dessin est découpé comme pour un puzzle, il vous sera difficile de le comprendre sans l'avoir reconstitué.
L'image ne signifie pas nécessairement un dessin : un poème peut être tout à fait représentatif de la pensée visuelle. C'est l'hémisphère droit du cerveau qui semble en être le siège préférentiel.
En contraste, la pensée linguistique apparaît linéaire et séquentielle : plus rapide et efficace pour résoudre des problèmes simples dont on a toutes les données, c'est une suite logique dans le temps, comme un texte. Chaque chapitre doit donc être parfaitement terminé pour que l'on puisse y faire référence ultérieurement. Par contre, écrire plusieurs chapitres en même temps rend confus l'ensemble.
Le langage ne signifie pas forcément des mots, mais une indexation[pas clair] du sens. À ce titre, le panneau « stop » relève plus du langage, en tant que code, que de l'image. Ce mode de pensée serait rattaché à l'hémisphère cérébral gauche.

## Penseurs visuels
Bien que la notion de « penseur visuel » soit communément utilisée, elle ne signifie pas qu'il existe de pensée exclusivement visuelle ; il existe plutôt selon les personnes un type de pensée prédominant (un peu comme on a un côté du corps qui domine l'autre ; on parle alors de droitiers et de gauchers,  un « trait » qui a parfois été contrarié, et qui varie parfois selon le contexte (écriture, sport…).
Les deux formes de cognition (visuelle et linguistique) sont donc pratiquées par l'ensemble de la population. D'après de premières études, la forme linguistique semble favorisée chez l'adulte alors que les enfants de 2  et   7 ans, selon les travaux de Maria J. Krabbe, utiliseraient de préférence l'imagination visuelle. Aux Pays-Bas, la fondation Maria J. Krabbe a étudié le phénomène, et ses chercheurs ont imaginé une méthode de mise en évidence de la pensée visuelle chez les enfants. Cette méthode, nommée « le wereldspel du monde », est basée sur l'expérience suivante : les enfants sont d'abord amenés à construire un village avec des blocs en bois et d'autres jouets. Plus tard, il leur est demandé de le reconstruire à l'identique. Les enfants qui y parviennent sont considérés comme des « penseurs visuels ».
Certains troubles neurodéveloppementaux tels que la dyslexie, de l'hyperactivité et de l'autisme ont été rattachés à la pensée visuelle : il semble en effet qu'une majorité de dyslexiques et d'autistes ont une « pensée visuelle » fortement dominante, via des processus encore incomplètement cernés, mais confirmés par l'imagerie cérébrale.

### Les caractéristiques
Les caractéristiques qui révèlent les penseurs visuels sont par exemple : 
- les problèmes de mémorisation de suites de lettres abstraites, comme les noms ;
- les problèmes pour expliquer verbalement les concepts qu'ils ont imaginés ;
- l'écriture de textes dans un style parfois très tortueux ;
- la facilité et le plaisir à lire ou à utiliser des constructions narratives élaborées ; facilité qu'ils perdent dès qu'il leur est demandé de lire le même texte à haute voix, car ils doivent alors traduire les mots en sons ;
- des difficultés pour retenir (abstraitement ?) les lieux et les positions relatives des objets qu'ils ont placés quelque part ;
- la capacité de tirer des conclusions apparemment intuitives que la pensée linéaire aurait normalement beaucoup de mal à atteindre.

### Pensée non linéaire
Contrairement aux penseurs linguistiques, les penseurs visuels peuvent facilement arriver intuitivement et empiriquement à une conclusion. Ils ne raisonnent pas à l'aide du langage mais en manipulant des symboles logiques ou graphiques d'une façon non linéaire. Ils « voient » la ou les réponses au problème (car la pensée visuelle en arborescence permet aussi de voir plusieurs solutions en même temps, ce qui est plus difficile avec un mode de pensée verbale). La démonstration la plus explicite de l'existence des penseurs visuels se trouverait dans les arts graphiques modernes et dans toutes les professions où l'on utilise la perception visuelle (notamment en architecture et en ingénierie).

### Intégration
Les penseurs visuels vivant dans un monde majoritairement peuplé de penseurs linguistiques, ils éprouvent quelques difficultés d'intégration.[réf. nécessaire]

## Le cas particulier de la dyslexie
En psychologie, réfléchir de manière visuelle est souvent confondu avec la dyslexie. Effectivement, les personnes qui « pensent en images » ont plus de difficultés à apprendre au sein du système éducatif moderne.[réf. nécessaire] Cependant les penseurs visuels, à moins évidemment d'être également dyslexiques, ne souffrent pas de tous les symptômes qui sont normalement associés à la dyslexie.

## Le cas particulier de l'autisme
Des études récentes suggèrent que la pensée visuelle, caractérisée par une prédominance des représentations mentales imagées, est plus fréquente chez certaines personnes autistes,. Ces individus présentent des capacités inhabituelles chez les personnes neurotypiques, et parfois remarquables, à créer, mémoriser et manipuler des images mentales. Cette capacité semble liée à un réseau cérébral différent de celui des personnes neurotypiques, comme le montre des études d'imagerie cérébrale fonctionnelle (par exemple basées sur l'IRM fonctionnelle ou la tomographie par émission de positons) qui ont mis en évidence des différences dans l'activation des régions impliquées dans le traitement visuo-spatial, notamment le cortex pariétal et occipital.
Certaines personnes autistes rapportent elles-mêmes aussi une fréquence accrue d'« images mentales involontaires », et une utilisation plus systématique de « stratégies visuelles » dans leur vie quotidienne. Ces observations sont corroborées par des tests comportementaux (ex : test de rotation mentale de Vandenberg et Kuse, qui évaluent la capacité à manipuler mentalement des objets tridimensionnels) 4. Et des études basées sur des questionnaires spécifiques, tels que l'« Object-Spatial Imagery Verbal Questionnaire » (OSIVQ), concluent aussi à la prédominance d'un « style cognitif visuel » chez les personnes autistes.
Cependant, au vu de l'importante hétérogénéité des profils sensoriels et cognitifs au sein du spectre autistique, le degré, et les étapes d'utilisation de l'image mentale (telles que la génération, le maintien, l'inspection et la manipulation de ces images), est encore à explorer de manière plus fine et plus systématique. L'impact de ces capacités sur les apprentissages, sur la résolution de problèmes et les interactions sociales fait aussi l'objet d'études.
Les recherches actuelles explorent ces questions via plusieurs approches, dont :
- L'utilisation de l'IRMf pour cartographier les réseaux cérébraux impliqués dans l'imagerie mentale[2] ;
- L'analyse des performances dans des tâches cognitives spécifiques, comme les tests de mémoire visuo-spatiale (par exemple, le Pattern Span Test) ;
- L'étude des corrélations entre les capacités d'imagerie mentale et les comportements adaptatifs dans des contextes éducatifs et professionnels.
- Une thèse[7] récente a travaillé d'une part à caractériser les capacités de représentation mentale dans l’autisme, en évaluant quatre étapes fondamentales de l'imagerie mentale visuelle : la génération, le maintien, l'inspection et la manipulation d'images mentales, et via des tests de tâches comportementales spécifiques (rotation mentale ; mémoire visuo-spatiale), concluant que les personnes autistes présentent effectivement des capacités d'imagerie mentale préservées, voire supérieures à celles des personnes neurotypiques, probablement en lien avec leur fonctionnement perceptif atypique[7]. D'autre part, cette thèse a aussi validé la version française de l’Object Spatial Imagery Verbal Questionnaire (OSIVQ), un test visant à co-évaluer trois dimensions du style cognitif : visuel-objet, visuel-spatial et verbal[7]. Ce travail a validé un modèle tridimensionnel du style cognitif, concluant à de bonnes propriétés psychométriques pour la version française de l’OSIVQ (renforçant sa validité pour l’étude des styles cognitifs en population francophone)[7]. Et l’OSIVQ ainsi validé a confirmé la présence d’un style cognitif visuel propre aux personnes autistes, avec, selon une analyse en clusters, trois sous-profils cognitifs distincts, qui diffèrent en termes de préférences d'apprentissage, de capacités d’imagerie mentale et de vivacité des images mentales ; parmi ces profils, le style cognitif visuel était le plus fréquemment associé à l’autisme, renforçant l’hypothèse d’une prédominance de ce style chez cette population. Selon les conclusions de cette thèse, il existe bien un style d'apprentissage des personnes autistes, plus visuel que celui des individus typiques (« le temps passé sur les images pendant l'apprentissage corrèle positivement avec le style cognitif visuel, les participants passent globalement plus de temps sur les textes que sur les images, mais les personnes autistes passent moins de temps sur les textes que les individus typiques »[7].

Les données scientifiques acquises depuis les années 1990, confirment l’existence d’un style cognitif visuel propre à l’autisme, caractérisé par des capacités d'imagerie mentale et une préférence pour les apprentissages visuels. Ces travaux permettent de mieux comprendre ces particularités cognitives du spectre autistique et pourraient donc aider à « explorer l’impact de ce style cognitif sur les activités quotidiennes, les apprentissages, et les interactions sociales des personnes autistes » et identifier des stratégies d'aides et d'accompagnement les plus adaptées à leurs besoins spécifiques.

## Autres cas particuliers
Une pensée visuelle, ou tout au moins une imagerie mentale inhabituellement importante (volontaire, on involontaire) a aussi été constatée chez :
- des personnes souffrant de pathologies avec hallucinations visuelles (confusion dans ces cas entre les images mentales visuelles et la perception)[8] comme dans certains cas de schizophrénie explorés par Benson & Park (2013)[9] ; Brébion et al. (2008)[8] ; Oertel et al. (2009)[10] ;
- dans la maladie de Parkinson[11],[12], avec selon les résulats de Shine et al. (2015), dans ce cas, des hallucinations visuelles dues à « un engagement accru du DMN avec le système visuel primaire, et soulignent le rôle de l’engagement dysfonctionnel des réseaux attentionnels dans la physiopathologie des hallucinations »[13],[14] ;
- en cas de trouble de stress post-traumatique, où l'on revit mentalement des événements traumatiques passés sous la forme de cauchemar, mais aussi d'images mentales involontaires et intrusives (Brewin & Holmes, 2003; Stander et al., 2014)[1].

Selon Clara Bled et L Bouvet (2023), les personnes présentant une imagerie mentale visuelle involontaire très développée, présentent aussi une imagerie mentale visuelle volontaire supérieure, mais dans le cas du stress post-traumatique, il s'agit alors plutôt d'une caractéristique acquise, alors que l'origine est neurodéveloppementale dans le cas de l'autisme (notons que les personnes autistes sont aussi plus à risque d'être victimes de manipulation, de harcèlement et d'agression et donc de stress post-traumatique). 

## Littérature sur la pensée visuelle
Il existe relativement peu de livres sur ce phénomène. Aux Pays-Bas, il y a le carnet amusant des enfants « suis-je bien un penseur visuel ? ». Et un extrait de bande dessinée Tom Pouce de Marten Toonder, dans laquelle Wammes fait figurer de façon plastique la différence entre un penseur visuel et un penseur linguistique. Le livre Le don de dyslexie de Ronald D. Davis et Eldon M. Braun décrit la relation entre la pensée visuelle et la dyslexie[pertinence contestée]. Le livre Penser en images de Temple Grandin est un ouvrage de référence sur le sujet et est axée sur la réflexion des autistes par les images.

### Ouvrages
- Ronald Dell Davis et Eldon M. Braun (trad. Agathe Fournier de Launay), Le don de dyslexie, Paris, La Méridienne / Desclée de Brouwer, 2009, 5e éd. (1re éd. 1995), 250 p. (ISBN 978-2-220-03656-4 et 2-220-03656-1).
- (en) Dr Temple Grandin, Thinking in pictures [« Penser en images »], Vintage Books, 2006, 2e éd. (1re éd. 1996), xviii–270 (ISBN 978-0-307-27565-3, lire en ligne), chap. 1 (« Autism and Visual Thought »).
- (en) Nikola Tesla, « The problem of Increasing human energy », Century Illustrated Magazine, juin 1900 (consulté le 17 juillet 2017) — Un essai de Nikola Tesla traitant entre-autres de l’épanouissement de l’esprit humain.